# Tổng giáo phận Ōsaka – Takamatsu
Tổng giáo phận Ōsaka–Takamatsu (カトリック大阪・高松大司教区 Katorikku Ōsaka-Takamatsu daishikyō-ku) là một tổng giáo phận của Giáo hội Công giáo tại Nhật Bản. Địa giới của tổng giáo phận bao gồm các tỉnh Ōsaka, Hyōgo, Wakayama và 4 tỉnh thuộc vùng Shikoku. Nhà thờ chính tòa Đức Mẹ Maria (tiếng Nhật: 聖マリア大聖堂) là nhà thờ chính tòa của tổng giáo phận.

## Các đời giám mục quản nhiệm
| STT                                  | Tên                                  | Thời gian quản nhiệm                 | Ghi chú                                                   |
| Hạt Đại diện Tông tòa Trung Nhật Bản | Hạt Đại diện Tông tòa Trung Nhật Bản | Hạt Đại diện Tông tòa Trung Nhật Bản | Hạt Đại diện Tông tòa Trung Nhật Bản                      |
| ------------------------------------ | ------------------------------------ | ------------------------------------ | --------------------------------------------------------- |
| 1 †                                  | Félix-Nicolas-Joseph Midon           | 1888-1891                            |                                                           |
| Giáo phận Ōsaka                      |                                      |                                      |                                                           |
|                                      | Félix-Nicolas-Joseph Midon           | 1891-1893                            |                                                           |
| 2 †                                  | Henri-Caprais Vasselon               | 1893-1896                            |                                                           |
| 3 †                                  | Jules-Auguste Chatron                | 1896-1917                            |                                                           |
| *                                    | Trống tòa                            | 1917 - 1918                          |                                                           |
| 4 †                                  | Jean-Baptiste Castanier              | 1918-1940                            |                                                           |
| *                                    | Trống tòa                            | 1940 - 1941                          | Linh mục Phaolô Taguchi Yoshigorō làm Giám quản giáo phận |
| 5 †                                  | Phaolô Taguchi Yoshigorō             | 1941-1969                            |                                                           |
| Tổng giáo phận Ōsaka                 |                                      |                                      |                                                           |
|                                      | Phaolô Taguchi Yoshigorō             | 1969-1978 1973-1978                  |                                                           |
| 6 †                                  | Phaolô Yasuda Hisao                  | 1970-1978 1978-1997                  |                                                           |
| 7                                    | Lêô Ikenaga Jun                      | 1995-1997 1997-2014                  |                                                           |
| 8                                    | Micae Matsuura Gorō                  | 1999-2015                            |                                                           |
| 9                                    | Tôma Aquinô Maeda Manyō              | 2014-nay 2018-nay                    |                                                           |
| 10                                   | Josep Maria Abella Batlle            | 2018-2020                            |                                                           |
| 11                                   | Phaolô Sakai Toshihiro               | 2018-nay                             |                                                           |

Ghi chú:
- : Hồng y
- : Tổng giám mục
- phó: Tổng giám mục phó
- : Giám mục chính tòa
- : Giám mục phó, Giám mục phụ tá, Đại diện tông tòa
- : Giám quản tông tòa